# Уго Гонзалез
Уго Гонзалез де Оливеира (шп. Hugo González de Oliveira; Палма де Маљорка, 19. фебруар 1999) шпански је пливач чија специјалност су трке мешовитим и леђним стилом. Некадашњи је вишеструки светски и европски првак у конкуренцији јуниора.

## Спортска каријера
Гонзалез је међународну спортску каријеру започео учешћем на светском првенству за јуниоре у Сингапуру 2015. и већ на почетку каријере освојио је титулу светског јуниорског првака у трци на 200 метара леђним стилом. На истом првенству освојио је и бронзану медаљу на 400 мешовито. Годину дана касније на европском првенству у истој узрасној категорији освојио је златне медаље на 400 мешовито и 200 леђно, а медаље је освојио и у тркама на 50 и 100 метара леђно. 
Деби у сениорској конкуренцији имао је на ЛОИ 2016. у Рију где је наступио у обе појединачне трке леђним стилом. На 100 леђно је испливао двадесето време у квалификацијама са заостатком од свега 0,19 секунди за местом које је водило у полуфинале, док је на 200 леђно успео да се као 14. пласира у полуфинале где је био укупно на 16. позицији. 
Током 2017. дебитовао је и на светским сениорским првенствима, а потом је на свом последњем јуниорском светском првенству освојио три титуле светског првака (100 и 200 леђно и 400 мешовито).  
На светском првенству у корејском Квангџуу 2019. такмичио се у три дисциплине. У трци на 200 мешовито заузео је 34. место у квалификацијама, на 100 леђно је био 37, а на 200 леђно 31. у квалификацијама.